# Jorma Panula
Jorma Panula (ur. 10 sierpnia 1930 w Kauhajoki) – fiński dyrygent, kompozytor i pedagog.

## Kariera
Panula ukończył Akademię Sibeliusa, gdzie uczył się gry na organach i dyrygentury. Po ukończeniu nauki pracował jako dyrektor artystyczny i główny dyrygent w orkiestrze filharmonicznej w Turku (1963–1965), orkiestrze w Helsinkach (1965–1972) i Århus (1973–1976).
Był także pedagogiem i profesorem dyrygentury w Akademii Sibeliusa (1973–1994) oraz Królewskiej Akademii Muzycznej w Sztokholmie oraz Królewskim Duńskim Konserwatorium Muzycznym w Kopenhadze.
Jest również autorem opery Jaakko Ilkka poświęconej Jaakko Ilkkiemu, fińskiemu powstańcowi, przywódcy buntu chłopskiego.
Do jego uczniów zaliczają się Klaus Mäkelä i Matthias Manasi.